# Снеха Улал
Снеха Улал (на английски: Sneha Ullal, хинди: स्नेहा उल्लाल) е индийска актриса.

## Биография
Корените на Снеха Улал са свързани с индийския град Мангалор. Родителите ѝ са индийци. Снеха изповядва религията индуизъм.
Младата актриса е откритие на актьора Салман Хан. Снеха и Салман се запознават, благодарение на неговата по-малка сестра Арпита, докато двете момичета са съученички.
Първият филм на Снеха е филмът „Lucky: No Time for Love“, където партнира на Салман. В следващия си филм „Aryan“, партнира на неговия брат Сохайл Хан. Снеха прилича невероятно на родената в Мангалор, актриса Айшвария Рай. Говори се, че получава главната роля в „Lucky: No Time for Love“, заради приликата си с Айшвария, която е бившата приятелка на Салман Хан.

## Филмография
| Година | Филм                      | Роля              |
| ------ | ------------------------- | ----------------- |
| 2007   | Jaane Bhi Do Yaaron       | Специално участие |
| 2007   | Gandhi Park               | Приянка Филип     |
| 2006   | Aryan                     | Неха              |
| 2005   | "Lucky: No Time for Love" | Лъки Неги         |